# Robert Wagenhoffer
Robert Wagenhoffer (* 5. Juli 1960; † 13. Dezember 1999 in Torrance, Kalifornien) war ein US-amerikanischer Eiskunstläufer, der im Einzellauf und im Paarlauf startete.

## Leben
Wagenhoffer wurde 1979 zusammen mit Vicki Heasley US-amerikanischer Vizemeister im Paarlauf. Im gleichen Jahr nahm er an seiner ersten Weltmeisterschaft und seiner einzigen im Paarlauf teil. Das Paar belegte den sechsten Platz. Im Einzellauf wurde Wagenhoffer 1981 Dritter bei den nationalen Meisterschaften und Zehnter bei der Weltmeisterschaft. 1982 wurde er nationaler Vizemeister hinter Scott Hamilton und schaffte es bei der Weltmeisterschaft auf den sechsten Platz. Danach beendete er seine Amateurkarriere und wechselte zu den Profis. Er tourte mit der Eisrevue Ice Capades und wirkte in mehreren anderen Eisshows mit. Außerdem engagierte er sich für den Kampf gegen AIDS. Er erlag den Folgen dieser Krankheit im Alter von 39 Jahren.

## Ergebnisse
| Wettbewerb / Jahr                | 1978 | 1979 | 1980 | 1981 | 1982 |
| -------------------------------- | ---- | ---- | ---- | ---- | ---- |
| Weltmeisterschaften              |      | 6.*  |      | 10.  | 6.   |
| US-amerikanische Meisterschaften | 4.*  | 2.*  | 4.*  | 3.   | 2.   |

* im Paarlauf mit Vicki Heasley